# Dream Theater
Dream Theater é uma banda de metal progressivo oriunda dos Estados Unidos e formada em meados dos anos 1980. Tornaram-se numa das bandas do movimento progressivo, desde o auge do rock progressivo em meados dos anos 1970.
A banda é conhecida por ter músicos de excelente capacidade de composição e execução que ganharam vários prêmios por revistas especializadas. Colaboram com vários outros músicos de renome. Por exemplo, John Petrucci foi nomeado como o terceiro guitarrista do G3, juntamente com Steve Vai e Joe Satriani, seguindo a trilha de guitarristas como Eric Johnson, Robert Fripp e Yngwie Malmsteen.
A banda entrou em turnê com diversas outras bandas, que incluem Iron Maiden, Joe Satriani, Marillion, Kansas, In Flames, Pain of Salvation, Porcupine Tree, Queensrÿche, Fear Factory, Enchant e Symphony X.

## História

### O início
A banda foi fundada em meados da década de 1980, por alunos da "Berklee College of Music". Inicialmente formado por John Petrucci (guitarra) e John Myung (baixo), que depois conheceram Mike Portnoy (bateria) e decidiram fundar uma banda. Posteriormente chamam o vocalista Chris Collins e o tecladista Kevin Moore para completarem o grupo.
Antes de se chamarem Dream Theater, sugestão do pai de Mike e nome de uma sala de espetáculos na Califórnia, eram conhecidos por Majesty. Este nome surgiu durante um concerto do Rush, durante a sua turnê Power Windows. John Petrucci, John Myung e Mike Portnoy dormiram na rua para poderem comprar ingressos para assistir ao espetáculo e ao ouvirem a canção Bastille Day surge o comentário de que aquela música era majestosa, ficando assim o nome, contudo, descobriu-se que já existia uma banda de jazz com o mesmo nome.

### 1988-1994
A banda lançou a sua primeira demo com seis músicas, uma amostra de seu metal progressivo com referências da música clássica que influenciaria muitas bandas no futuro. Após isso eles demitem o vocalista Chris Collins, que não conseguiu se adaptar ao estilo que a banda procurava. Para substituí-lo chamaram Charlie Dominici, e com essa formação gravaram o primeiro disco da banda, intitulado When Dream and Day Unite. O disco foi bem aceito pela crítica e bem difundido nas rádios, que possibilitou um reconhecimento dos fãs e shows em pequenos clubes, sempre lotados.
Novamente, por diferenças musicais e por ser bem mais velho do que os outros integrantes, despediram seu vocalista. Por um bom tempo não tiveram um vocalista fixo, mas mesmo assim não cessaram de compor novas músicas, nem de fazer apresentações mesmo instrumentais. As músicas instrumentais compostas dariam origem ao álbum Images and Words. Nesse período pela banda passaram no vocal John Arch, Steve Stone e Chris Cintron. Mas finalmente surgiria o vocalista ideal. Era Kevin Labrie, o vocalista da banda canadense Winter Rose. A partir de então se juntou a banda adotando o nome de James Labrie, no intuito de evitar confusões com Kevin Moore e não deixar a banda com dois Kevins e dois Johns.
Em 1992 lançaram Images and Words, e então foram convidados para abrir alguns shows do Iron Maiden. Tiveram uma excelente recepção pela MTV e estouraram as vendas de “Images and Words” no Japão, levando a banda a fazer sua primeira turnê mundial. Quando estavam gravando o terceiro disco o tecladista Kevin Moore resolveu abandonar a banda para seguir carreira solo. Sem um substituto para Kevin, terminaram as gravações de Awake (álbum que contém a faixa "The Silent Man" - 900.000 CDs vendidos), que rapidamente conquistou o mercado americano e europeu. Pouco depois o lugar de Moore seria ocupado por Derek Sherinian (que havia tocado em turnês com o Kiss e Alice Cooper).

### 1995-1998
Em 1995 foi lançado o EP A Change of Seasons, contendo a gigantesca faixa homônima (com seus 23:09 minutos) e ainda alguns covers: Funeral For a Friend/Love Lies Bleeding, de Elton John, "Perfect Strangers", do Deep Purple, as fusões de The Rover, Achilles Last Stand e The Song Remains The Same, do Led Zeppelin, e de In The Flesh?, Carry On My Wayward Son, Bohemian Rhapsody, Lovin Touchin, Squeezin, Cruise Control e Turn It On Again, respectivamente do Pink Floyd, Kansas, Queen, Journey, Dixie Dregs e Genesis) gravados ao vivo no Ronnie Scott's Jazz Club, em Londres.
O quarto álbum, Falling into Infinity, chegou em 1997 com músicas um pouco mais melódicas, não tão agressivas quanto Awake. O disco apresenta um Dream Theater mais focado em canções (com passagens instrumentais tradicionais ainda) e acessibilidade devido a pressão da gravadora para que a banda tivesse sucesso comercial. O tiro saiu pela culatra, embora o disco mesmo em suas canções mais acessíveis seja excelente. Na verdade, é incorreto dizer que Derek Sherinian influenciou a banda a compor canções mais comerciais, já que ele compôs as partes mais técnicas do álbum. Basta também ver os discos solo do tecladista. Devido à pressão da gravadora, Mike Portnoy quis deixar a banda, mas foi convencido a ficar, já que ainda havia a turnê do álbum a ser realizada. No entanto, conforme já mencionado trata-se de um álbum excelente. Antes de o disco sair, a banda entrou em tour, inclusive passando pelo Brasil, em 1997.
Em 1998, a banda lançou seu segundo disco ao vivo, Once in a LIVEtime. Um vídeo, nomeado 5 Years in a LIVEtime surgiu também, com os principais momentos da banda nos últimos 5 anos. Após isso, o Dream Theater revelou que estava trocando de tecladista, alegando que com o disco ao vivo estavam encerrando uma fase de sua história e, por fim, inserindo Jordan Rudess no lugar de Derek.

### 1999 e a repercussão deMetropolis Pt. 2: Scenes from a Memory
Em Outubro de 1999, foi lançado Metropolis Pt. 2: Scenes from a Memory, um álbum descrito por Mike Portnoy como algo que ele sempre quis fazer. O álbum teve grande sucesso e repercussão. Naquela ocasião, a banda passava por um desconforto diante do que havia experimentado durante a gravação do disco anterior Falling Into Infinity, aonde sentiram interferências da gravadora e produtora, para que gravassem algo mais comercial. Mike Portnoy chegou a dizer, que naquele momento, a banda se viu no propósito de reafirmar a condição progressiva, e que esse disco (Scenes From a Memory) diria qual seria o futuro da banda, pois chegaram a cogitar o fim de sua trajetória.
Durante a turnê mundial a banda gravou, em Nova York, um DVD contando com uma super-produção, com direito a corais, convidados e telão. O show, de três horas e meia, seria lançado com um CD triplo. A data do lançamento coincidiu com os atentados de 11 de Setembro de 2001, e mais infelizmente ainda, a capa do CD trazia as torres gêmeas dentro de chamas. Todos os CDs foram recolhidos e a capa refeita, trazendo o símbolo da banda no lugar da maçã (que fazia alusão à cidade de Nova Iorque - "Big Apple") e das torres. Entretanto, alguns poucos CDs com a capa original, com as torres gêmeas em chamas, continuam nas mãos de fãs e colecionadores. Tais CDs passaram a ser considerados raridades.

### 2002-2005
Mas isso não abalou a criatividade da banda, que entrou em estúdio para gravar seu novo álbum, um disco duplo intitulado Six Degrees of Inner Turbulence, lançado em 2002. Trazia músicas mais complexas do que dos trabalhos anteriores, e uma faixa épica com a marca impressionante de 42 minutos de duração, dividida em 8 partes no segundo CD.

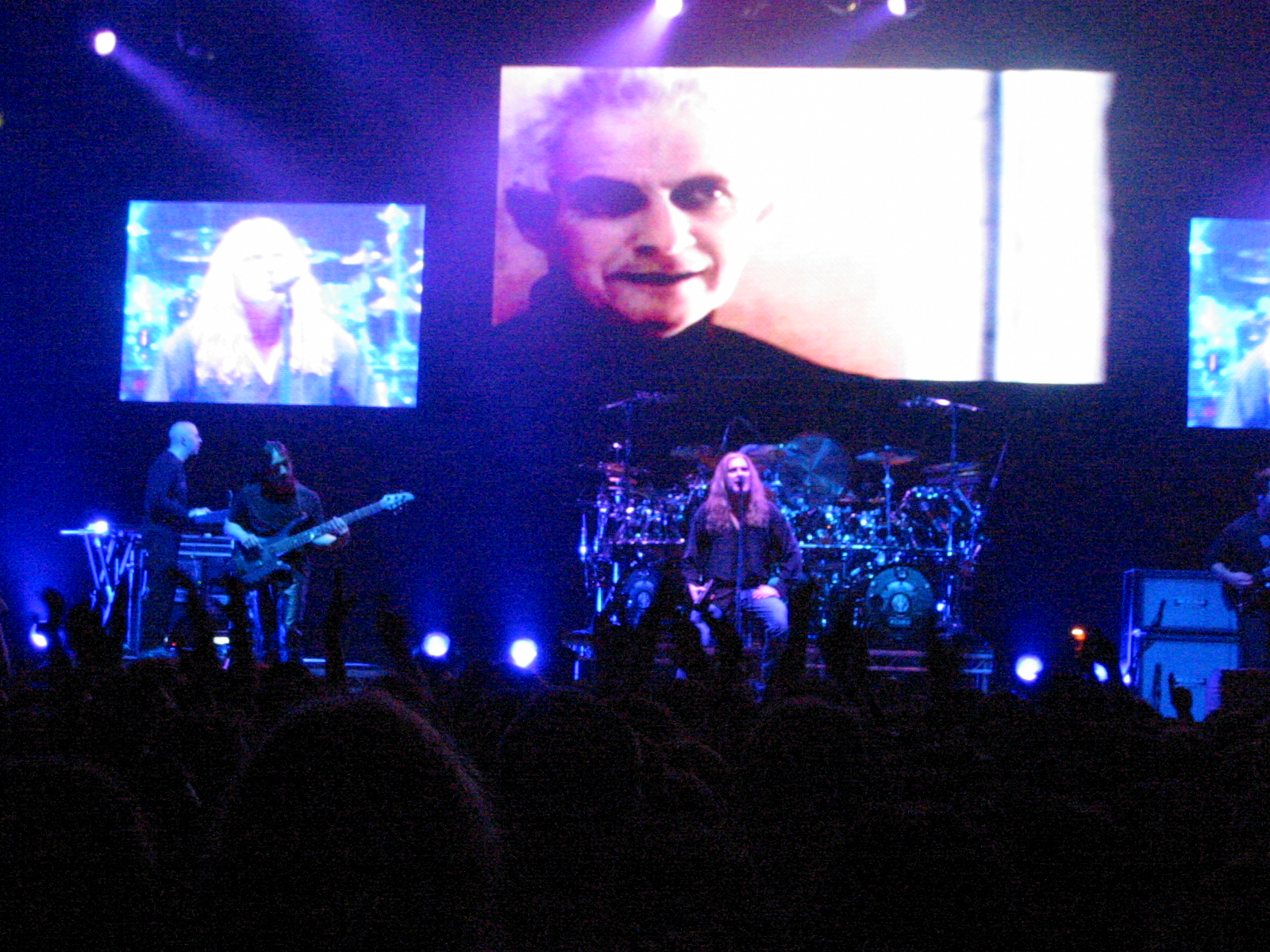
Show da turnê do Train of Thought.

Após a turnê mundial do álbum ser bem sucedida, lançaram, no final de 2003, o álbum Train of Thought, que muda drasticamente o direcionamento musical, levando a crítica severas de fãs antigos. Neste disco fica evidente a influência de arranjos e timbres que remetem ao thrash metal, porém com influências ainda nítidas do metal progressivo, com a  virtuose e técnica costumeira de seus integrantes.

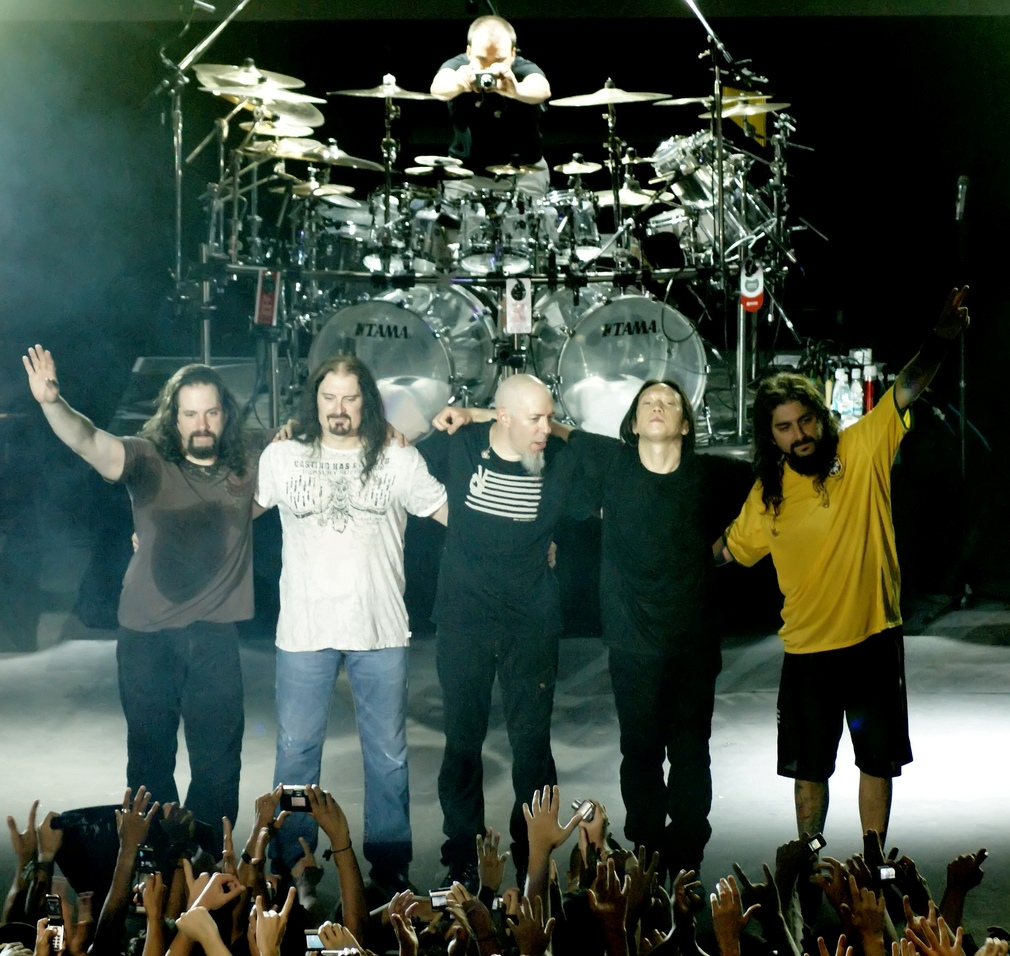
A banda no Citibank Hall no Rio de Janeiro em 2006.

Em 2004 novamente Dream Theater realiza gravações ao vivo, e lança um DVD em álbum triplo Live at Budokan. Gravado no Budokan Hall, em Tokyo - Japão, local onde grandes bandas e músicos como Beatles, Ozzy Osbourne, Eric Clapton e Bob Dylan já tocaram. O DVD traz as principais faixas do álbum Train of Thought e faixas dos outros álbuns, dando destaque para um medley instrumental mostrando toda a técnica e destreza dos integrantes da banda chamado de Instrumedley, que passa por trechos de várias músicas instrumentais dos Dream Theater, inclusive por algumas do Liquid Tension Experiment, projeto instrumental paralelo dos membros da banda.
Em meados de 2005 a banda lança seu oitavo álbum, Octavarium, marcando vinte anos da existência da banda, caracterizado como algo "incrivelmente lindo" pelo baterista Mike Portnoy. Destaque para mais uma música épica, Octavarium, com seus 24 minutos. Destaca-se também a continuação da compilação de Portnoy Alcoholics Anonymous Suite. Em dezembro do mesmo ano, os DT voltaram ao Brasil com 3 shows.
A banda, que no dia 1° de abril de 2006 gravou um DVD em Nova York para comemorar seus 20 anos de carreira, surpreendeu o público tocando clássicos e músicas do último CD com a presença de uma orquestra, o DVD foi lançado dia 29 de agosto do mesmo ano, intitulado "Score".

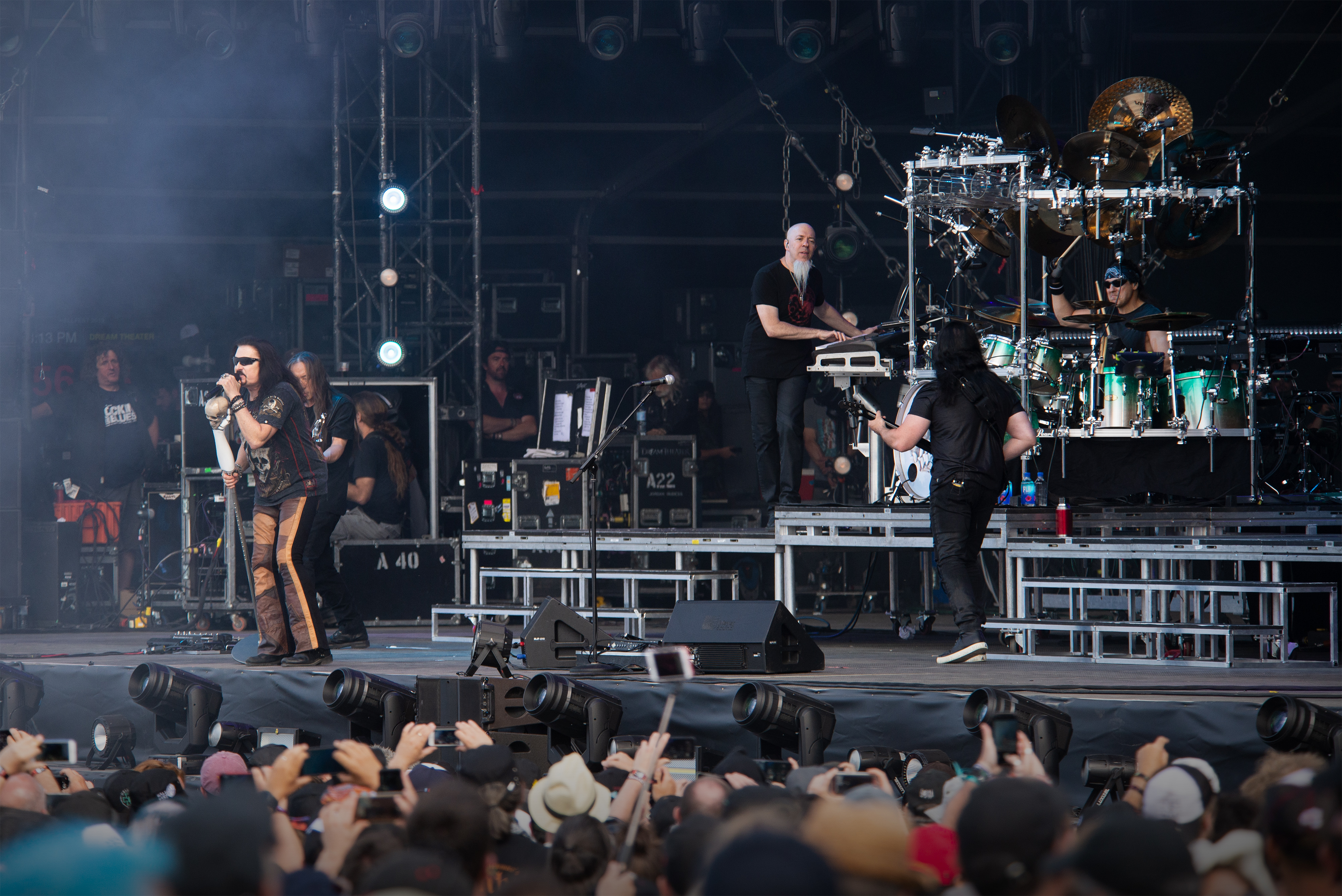
Dream Theater no festival HellFest em 2019.

### 2007-2008
Foi lançado o álbum Systematic Chaos e a banda iniciou a Chaos in Motion World Tour 2007-2008, onde passou pelo Brasil nos dias 7, 8 ,9 e 10 de março de 2008 nas cidades de São Paulo (realizando um show a céu aberto para quase 15 mil pessoas, no estacionamento do Credicard Hall), Rio de Janeiro e Belo Horizonte, respectivamente. No dia 1º de abril de 2008, foi lançada a primeira coletânea da banda, um CD duplo intitulado Greatest Hit (...and 21 Other Pretty Cool Songs). O título do álbum é uma brincadeira referindo-se à música "Pull Me Under", que foi o único verdadeiro hit de sucesso do grupo. Um novo DVD duplo chamado Chaos in Motion 2007–2008 com músicas de shows da turnê Chaos in Motion foi lançado pela Roadrunner Records em 23 de setembro de 2008; A edição especial inclui três CDs com o áudio das músicas do DVD.

### Black Clouds and Silver Linings (2009-2010)
No dia 23 de junho de 2009, a banda lança o novo álbum de estúdio, intitulado Black Clouds and Silver Linings. Desde seu lançamento, o novo trabalho do grupo americano tem obtido bons resultados de vendas, alcançando posições na Billboard, fato esse raro com bandas progressivas, considerando a alta vendagem de material mais popular.
O álbum teve diversas edições, incluindo um produto com 3 CDs - um do trabalho de estúdio, um de covers de bandas progressivas e de heavy metal, e outro instrumental. Foi também lançada uma box com vários materiais referentes ao álbum e uma edição de vinil 180 gramas.
Após o lançamento, a banda concedeu várias entrevistas para promover o álbum, e recentemente concluíram a turnê norte-americana Progressive Nation.
No dia 8 de setembro de 2010, Mike Portnoy anunciou publicamente em seu fórum oficial que estaria deixando a banda. Portnoy estaria se divertindo mais em seus projetos paralelos do que com a banda. Após sugerir uma pausa, os outros membros decidiram que seria melhor continuar as atividades do Dream Theater, a contragosto do baterista. Desta forma, Mike Portnoy oficialmente deixou a banda.
Mike Portnoy falou que essa decisão de sair não foi tomada de uma hora para outra, mas declarou que a decisão foi tomada no decorrer do ano de 2010.

### Mike Mangini e A Dramatic Turn of Events (2010-2013)
Em 29 de abril de 2011, a banda divulgou o nome do novo baterista da banda, Mike Mangini, escolhido após um criterioso processo de seleção que incluiu também Derek Roddy, Marco Minnemann, Thomas Lang, Virgil Donati, Aquiles Priester e Peter Wildoer. Bobby Jarzombek também foi convidado para o processo de seleção, mas rejeitou o convite.
As audições foram gravadas e disponibilizadas em três partes no YouTube, denominadas The Spirit Carries On (o título de uma música do álbum Metropolis Pt. 2: Scenes from a Memory), mostrando as performances de cada um dos bateristas junto com a banda, bem como os comentários dos membros sobre cada participante.
Em janeiro de 2011 a banda já estava em estúdio preparando algumas partes do novo álbum. Devido a questões legais, houve a necessidade de manter segredo sobre o novo baterista até o mês de abril.
No dia 8 de junho de 2011, John Petrucci divulgou, através das suas contas do Facebook e Twitter, o nome do novo álbum, intitulado A Dramatic Turn of Events, a ser lançado em 13 de setembro, bem como o nome das músicas. Foi anunciado também que a banda irá tocar as músicas do novo álbum nos shows já marcados durante a turnê pela europa, antes mesmo dele ser colocado à venda.
Dream Theater finalizou a turnê mundial do A Dramatic Turn of Events, e em seguida entrou em estúdio para gravar o 12º disco de inéditas. Desta vez, Mike Mangini participou de todo o processo de criação do álbum, que levou o nome da banda e foi lançado no dia 24 de Setembro de 2013.

### Dream Theater,Breaking The Fourth Wall, 30 anos de banda e a volta de Portnoy (2013-presente)
Em 2014, a banda entrou em turnê mais uma vez para divulgar seu 12º álbum de estúdio, assim como o novo DVD "Breaking The Fourth Wall", gravado em Boston. Foi anunciado que a banda entrou em estúdio para gravar um novo álbum de inéditas, em meio as comemorações dos 30 anos da banda, que terá uma turnê comemorativa.
Em Agosto, a banda se apresenta no festival Wacken. Em Setembro, a banda retorna ao estúdio para continuar a produção do novo álbum, The Astonishing, cujo lançamento aconteceu em 29 de janeiro de 2016.

### Vencedor do Grammy Awards 2022
Em 2022, a música "The Alien", do disco A View from the Top of the World, venceu o prêmio Grammy de Melhor Performance de Metal, a primeira vitória da banda na premiação após duas outra indicações: "On the Backs of Angels" em 2012 e "The Enemy Inside" em 2014).
Em outubro de 2023, a banda anunciou pela conta do Instagram e website oficial a volta de Mike Portnoy, após 12 anos de sua saída. Junto com isso, anunciaram também a gravação do 16º álbum da banda, o primeiro com Portnoy de volta depois de 14 anos.
Em 10 de outubro de 2024, divulgaram um clipe de "Night Terror", a primeira música do novo álbum, bem com a primeira com Portnoy desde 2010. E após de divulgarem o single de "A Broken Man" e "Midnight Messiah", em 7 de fevereiro 2025 eles lançaram o álbum Parasomnia.

## Projetos paralelos
No fim dos anos 1990, os projetos paralelos dos integrantes começaram a surgir. O mais conhecido foi o Liquid Tension Experiment, formado por Petrucci, Portnoy, Jordan Rudess (que na época pertencia aos Dixie Dregs) e Tony Levin (King Crimson). A ideia foi do baterista Mike Portnoy cuja intenção seria fazer algo diferente: juntar o progressivo, heavy metal e um pouco de fusion marcado por jam´s bem divertidas. O primeiro álbum da banda foi feito em nada mais do que uma semana.
John Myung participou em um projeto paralelo com Derek Sherinian, Platypus e Gordian Knot, além de ter uma banda chamada The Jelly Jam, que contém dois CDs, tocados em um refinado Rock Progressivo. Petrucci, Portnoy e Rudess gravaram o segundo álbum do LTE (também em uma semana), e Portnoy ainda teve tempo de participar no Transatlantic, com músicos do Marillion, Flower Kings e Spock's Beard. James Labrie não fica para trás com seu projeto MullMuzzler, além disso, lançou, em 2005, o seu álbum solo Elements of Persuasion. John Petrucci, após ter feito turnes no já conhecido G3, junto de Joe Satriani e Steve Vai, lançou seu primeiro álbum solo: o Suspended Animation. Derek, ex-integrante, formou o Planet-X- uma banda de jazz fusion com outros renomados músicos, entre outras participações especiais. O atual tecladista, Jordan Rudess, já debutava de uma carreira a solo de diversos CDs. Mike Portnoy também foi o baterista que gravou o CD Nightmare da banda Avenged Sevenfold, com quem realizou a primeira turnê de divulgação do álbum. Portnoy saiu da banda, porém já disse várias vezes que se divertiu com a banda, e poderia ter ficado com eles.
Outro projeto paralelo, mas agora envolvendo a banda como um todo, foi a criação de uma música, Raw Dog, para a trilha sonora do jogo God of War III. Além do grupo, outras bandas também participaram no projeto/álbum, que acabou sendo intitulado Blood & Metal, como Trivium, Opeth, Killswitch Engage.

## Integrantes
| Atuais - John Petrucci – guitarra, backing vocals (1985–presente) - John Myung – baixo, chapman stick (1985–presente) - James LaBrie – vocais (1991–presente) - Jordan Rudess – teclado, continuum fingerboard, keytar, harpejii, guitarra havaiana, aplicativo de música para iPad (incluindo MorphWiz, GeoSynth e Jordantron), aplicativo Bebot para iPhone, seaboard (1999–presente) - Mike Portnoy – bateria, percussão, backing vocals (1985–2010, 2023–presente) | Antigos - Mike Mangini – bateria, percussão (2010-2023) - Derek Sherinian – teclado (1994–1999) - Kevin Moore – teclado (1986–1994) - Charlie Dominici – vocais (1987–1989) - Chris Collins – vocais (1986) |

Linha do tempo

## Discografia
| - When Dream and Day Unite (1989) - Images and Words (1992) - Awake (1994) - Falling Into Infinity (1997) - Metropolis Pt. 2: Scenes from a Memory (1999) - Six Degrees of Inner Turbulence (2002) - Train of Thought (2003) - Octavarium (2005) - Systematic Chaos (2007) - Black Clouds & Silver Linings (2009) - A Dramatic Turn of Events (2011) - Dream Theater (2013) - The Astonishing (2016) - Distance over Time (2019) - A View from the Top of the World (2021) - Parasomnia (2025) - A Change of Seasons (1995) - Wither (2009) - Live at the Marquee (1993) - Once in a LIVEtime (1998) - Live Scenes from New York (2001) - Live at Budokan (2004) - Score (2006) - Chaos in Motion (2008) - Live at Luna Park (2013) - Breaking the Fourth Wall (2014) - Distant Memories - Live in London (2020) - Greatest Hit (...and 21 Other Pretty Cool Songs) (2008) | - "Pull Me Under" (do álbum Images and Words) (1992) - "Another Day" (do álbum Images and Words) (1992) - "Take the Time" (do álbum Images and Words) (1992) - "The Silent Man" (do álbum Awake) (1994) - "Lie" (do álbum Awake) (1994) - "Caught in a Web" (do álbum Awake) (1994) - "Hollow Years" (do álbum Falling Into Infinity) (1997) - "Through Her Eyes" (do álbum Metropolis Pt. 2: Scenes from a Memory) (2000) - "Misunderstood" (do álbum Six Degrees of Inner Turbulence) (2002) - "Solitary Shell" (do álbum Six Degrees of Inner Turbulence) (2002) - "As I Am" (edição de rádio, do álbum Train of Thought) (2003) - "In the Name of God" (do álbum Train of Thought) (2003) - "Panic Attack" (edição de rádio, do álbum Octavarium) (2005) - "Constant Motion" (do álbum Systematic Chaos) (2007) - "Forsaken" (do álbum Systematic Chaos) (2007) - "A Rite of Passage" (do álbum Black Clouds and Silver Linings) (2009) - "Wither" (do álbum Black Clouds and Silver Linings) (2009) - "On the Backs of Angels" (do álbum A Dramatic Turn of Events) (2011) - "The Enemy Inside" (do álbum Dream Theater) (2013) - "Along for the Ride" (do álbum Dream Theater) (2013) - "The Looking Glass" (do álbum Dream Theater) (2014) - "The Gift of Music" (do álbum The Astonishing) (2016) - "Moment of Betrayal" (do álbum The Astonishing) (2016) - "Untethered Angel" (do álbum Distance over Time) (2018) - "Fall Into the Light" (do álbum Distance over Time) (2019) - "Paralyzed" (do álbum Distance over Time) (2019) |

## Reputação de concertos

### Setlistrotativo
Ao longo de sua carreira, os setlists do Dream Theater foram ficando cada vez maiores, mais diversos e menos restritivos. O exemplo mais claro disso é a sua política de setlist rotativo. Cada noite de uma turnê tinha seu setlist idealizado por Portnoy com um processo meticuloso que assegura que este será completamente único. Fatores como os setlists de cidades percorridas são levados em conta para assegurar que as pessoas que assistem à banda várias vezes numa mesma área não vejam as mesmas canções sendo interpretadas várias vezes; o setlist da última vez em que a banda esteve numa cidade leva-se em conta para o benefício dos fãs que veem à banda em turnês sucessivas.
Para que isso seja possível, a banda se prepara para tocar a maior parte de seu repertório em qualquer apresentação, dependendo do que Portnoy decidir para a noite. Este processo também requer o emprego de um sistema de luz bastante complexo que utiliza iluminação pré-configurada para cada canção.

### Duração
A duração é outro elemento único nos concertos do Dream Theater. Os concertos de suas turnês mundiais, desde Six Degrees of Inner Turbulence são do tipo "An evening with..." ("Uma noite com..."), no qual a banda apresenta-se por pelo menos cinco horas, com um descanso e nenhuma banda de abertura. O espetáculo gravado para Live Scenes from New York teve duração de quase quatro horas (LaBrie gentilmente se desculpou após o concerto por um "set tão curto"), e resultou na hospitalização de Portnoy.
Com o anúncio do lançamento de Systematic Chaos, foi publicado que durante essa nova turnê, Chaos in Motion World Tour 2007/2008, não haverá os famosos "An evening with...". A banda disse que este é o momento de parar com os concertos diários de três a quatro horas. Foi informado que compartilharão o palco com bandas como Queensrÿche entre outras. Apesar disso, houve shows do tipo "An evening with..." na Austrália, já que esta foi a primeira vez em que o Dream Theater passou pelo país durante a turnê.

### Audiência
Os fãs de Dream Theater costumam abarrotar cada lugar onde a banda se apresenta. A audiência geralmente varia entre quatro e dez mil espectadores, e esta quantidade normalmente é limitada pelo espaço físico. O concerto com o maior número de pessoas (vinte mil) aconteceu na Pista Atlética do Estádio Nacional de Chile em Santiago do Chile, em 6 de dezembro de 2005, durante a turnê mundial do álbum Octavarium. O acontecimento foi mencionado na mesma noite por Mike Portnoy através de sua página pessoal, e também por Jordan Rudess em sua mensagem natalina de 2005 a todos os fãs. O concerto gravado no Radio City Music Hall de Nova Iorque em abril de 2006 teve uma audiência de seis mil pessoas.